# Falkenberg (adelsätt)
Falkenberg (eller von Falkenberg, von Falckenberch) är en adlig ätt ursprungligen från Schönermark vid Angermünde i Mark-Brandenburg, tidigast dokumenterad 1432, och senare spridd via Baltikum till Sverige. Den 31 december 2013 var 283 personer med efternamnet Falkenberg bosatta i Sverige.

## Adliga ätten Falkenberg i Sverige
Av den svenska ättens båda stammar överflyttade den äldre under 1500-talets förra hälft från Brandenburg till Livland, med Baltzer von Falckenberch (död 1557) till Salisburg i Livland, och därifrån 1595 till Sverige med hans son  Henrik Falkenberg, som efter att ha varit svensk legat vid olika nordvästtyska kurfurstehov 1611 blev ståthållare på Kalmar slott. Av dennes söner blev Conrad Falkenberg och Melker Falkenberg 1625 naturaliserade som svenska adelsmän och introducerades i mars-april 1625 såsom adliga ätten Falkenberg, vilken utgrenade sig i fem adliga ätter med ännu fler grenar. Tre av ätterna fortlever. 
Den yngre stammen, benämnd Paltilaholms ättegren överflyttade i början av 1600-talet från Brandenburg till Finland och adopterades 17 februari 1642 på den adliga ättens nummer.
Genom Trystorpsgrenens av äldre stammen uppflyttning till riddarklassen 1652 (sedan Conrad Falkenberg utnämnts till riksråd 1651 och till rikskammarråd påföljande år), delades ätten i två, Falkenberg af Trystorp och Falkenberg af Bålby. Den senares 1625 introducerade gren fortlever i grevliga ätten Falkenberg af Bålby, den 1642 adopterade grenen i adliga ätten Falkenberg af Bålby.

## Adliga ätten Falkenberg af Trystorp
Conrad Falkenberg blev stamfar för den adliga ätten Falkenberg af Trystorp, som utslocknade 1789. Från en sonson till denne stammar den friherrliga ätten Falkenberg af Trystorp. Flera grenar från den adliga ätten Falkenberg af Trystorp blev 1772 adopterade på den friherrliga grenen.

### Friherrliga ätten Falkenberg af Trystorp, nr 255
Även känd som "Lagmansögrenen" av Falkenberg af Trystorp (Trystorps slott). Denna ätt är utgrenad ur den adliga ätten Falkenberg genom uppflyttning i riddarklassen 1652. Lagmansö ättegren blev friherrlig 17 april 1733 med hovmarskalken Gabriel Henriksson Falkenberg. Hultaby ättegren (Conrad Falkenbergs levande sonsöner utom två) blev friherrar genom adoption 15 juli 1772. Gabriel Falkenbergs söner introducerades 5 mars 1776 tillsammans med Conrad Falkenbergs avkomlingar. Båda friherrebreven är sedan 1970 deponerade i Riddarhuset.

### Grevliga ätten Falkenberg af Sandemar, nr 38
Gabriel Falkenberg, tillhörande grenen Falkenberg af Trystorp i riddarklassen, upphöjdes 1687 i friherrligt och 1693 i grevligt stånd. Hans ättegren utslocknade med honom själv år 1714.

## Adliga ätten Falkenberg af Bålby, nr 105
Den adliga ätten Falkenberg af Bålby stammar från Melker Falkenberg och en på hans ätt 1642 adopterad finländsk släkting. Den nu levande adliga ätten Falkenberg af Bålby stammar från den adopterade ättegrenen.

### Grevliga ätten Falkenberg af Bålby, nr 97
Denna ätt är utgrenad ur den adliga ätten Falkenberg af Bålby. Riksrådet och presidenten Melker Falkenberg utnämndes till friherre 24 januari 1773 och introducerades 9 maj 1776. Han upphöjdes i grevlig värdighet 27 december 1778 och introducerades 5 maj 1779. Friherrebrevet och grevebrevet i original förvaras i Riddarhuspalatset.
Ätten innehade från 1732 Brokinds slott som fideikommiss. 1918 försåldes godset och byttes mot ett penningfideikommiss.

## Personer med efternamnet Falkenberg eller med varianter av detta namn
- Ann-Christine Falkenberg (1957)
- Arvid Falkenberg
- August Falkenberg (1856-1934), friherre och militär
- Carl Falkenberg (1644-1697), häradshövding, riksdagsman och militär
- Claes Falkenberg
- Claes Falkenberg (1828-1892), friherre och hovman
- Conrad Falkenberg (1591–1654), riksråd
- Dietrich von Falkenberg
- Fredrik Falkenberg
- Gabriel Falkenberg af Sandemar (1646–1714), greve och kungligt råd
- Gabriel Falkenberg af Trystorp
- Gabriel Henriksson Falkenberg
- Gustaf Falkenberg
- Gustav Adolf Falkenberg
- Göran Henrik Falkenberg
- Henrik Falkenberg (1553-1629), diplomat och riksdagsledamot
- Henrik Falkenberg, ämbetsman och riksdagsledamot
- Henrik Falkenberg af Bålby (1681–1754), överste
- Henrik Falkenberg (1815-1875), friherre och överste
- Henrik Falkenberg (1860-1939), godsägare och riksdagsledamot
- Henric Gabriel David Falkenberg (1818-1882), riksdagsledamot
- Louise Falkenberg (1849–1934), friherrinna och filantrop
- Melker Falkenberg (1597–1651), militär och ämbetsman
- Melker Falkenberg (1677–1716)
- Melker Falkenberg (1722–1795), greve och riksråd
- Melker Falkenberg (1841–1906)
- Melcher Falkenberg (1872–1928), friherre och agronom
- Richard Falckenberg